# Colégio Santíssimo Sacramento

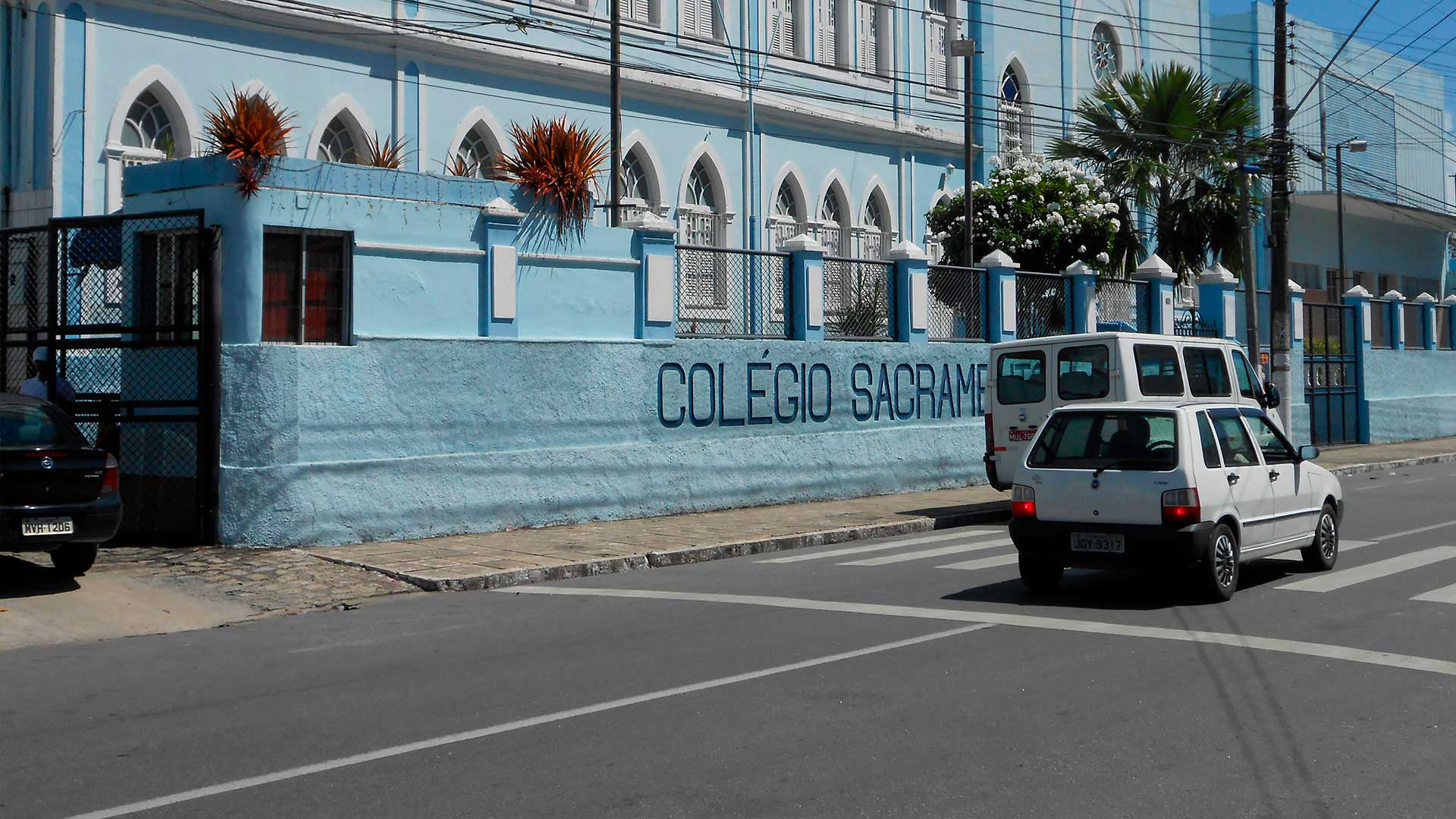

O Colégio Santíssimo Sacramento é uma tradicional instituição católica de ensino particular dirigida pela Congregação das Irmãs do Santíssimo Sacramento, localizada na cidade brasileira de Maceió.

## Histórico
O Colégio Santíssimo Sacramento, fundado no dia 12 de abril de 1904, é mantido pela Congregação das Irmãs do Santíssimo Sacramento, que foi fundada em 30 de novembro de 1715 pelo Padre Pierre Vigne, em Boucieu-le-Roi - França. A escola inicialmente foi fundada só para meninas da nobreza de Maceió, após anos a escola foi aberta para os meninos também. Atualmente a Casa Generalícia da Congregação está estabelecida na cidade de Valence - França.
Em 1903, chegaram ao Brasil, em Salvador - Bahia, as primeiras Irmãs Sacramentinas. Na cidade de Salvador - Bahia, ficou estabelecida a Casa Regional da Congregação no Brasil. Em Alagoas, as irmãs mantêm o Colégio Santíssimo Sacramento e já mantiveram o Colégio Bom Conselho, antes um asilo e posteriormente um colégio.

### O colégio hoje
Em 2008, o colégio se estabeleceu no quarto lugar estadual no Exame Nacional do Ensino Médio (ENEM).
O colégio é promotor de palestras e  intercâmbios educacionais.
Todos os anos equipes são inscritas em desafios e olimpíadas acadêmicas e foram obtidas primeiras colocações nos âmbitos estadual e nacional em diversos concursos de Redação de Cartas dos Correios, Desafio Nacional Acadêmico, Olimpíadas Brasileiras de Física, Matemática, Biologia e Informática.
Durante o ano letivo de 2008, participou do Desafio Nacional Acadêmico organizado pelo ProNEAD, no qual sua equipe atingiu na 1ª fase o 1º lugar nacional, junto com outras poucas equipes e na 2ª fase, a 32ª colocação nacional entre as 472 equipes finalistas. Também existe a Semana Literária e a Feira de tecnologia onde os alunos formam grupos e apresentam trabalhos propostos.
No setor da Educação Especial, o colégio vem desenvolvendo constantemente projetos de  crescimento pessoal.

#### Níveis de ensino
- Educação infantil
- Ensino fundamental I
- Ensino fundamental II
- Ensino médio
- Educação especial

#### Infraestrutura
- Salas de aula com ar-condicionado;
- Salas de vídeo e lousa digital;
- Um auditório;
- Uma biblioteca Central e uma biblioteca infantil;
- Sala de línguas;
- Sala de artes;
- Laboratórios de informática, física, química, biologia e matemática;
- Dois parques infantis;
- Uma Igreja;
- Uma Cantina;
- Um elevador;
- Três grandes pátios.

Esportes:
- Uma sala para ginástica rítmica e uma sala para ginástica olímpica;
- Quadras de esportes descobertas;
- Ginásio e miniginásio com cobertura;
- Piscina tresemi-olímpica;
- Quadra de vôlei;
- Sala de judô;
- Sala de dança e todo equipamento adequado ao trabalho esportivo-pedagógico a que se propõe.

No setor de esportes, o colégio se destaca no estado por possuir estrutura para a realização de atividades físicas, motivo pelo qual alunos participam de diversas competições regionais e nacionais, principalmente na natação, handball, judô e basquete, nas quais já foram obtidos títulos como o de Campeão Brasileiro de Handball (12-14 anos) nas Olimpíadas Escolares (antigo JEB's) de 2006 e na edição de 2008, o terceiro lugar nacional no judô (15-17 anos).
Todos os anos também são realizados os Jogos Escolares Internos, a Copa Pierre Vigne e os Jogos Infantis junto da Semana da Criança.

#### JOFASA
Jovens da Família Sacramentina (JOFASA), é um encontro realizado todos os anos com o intuito de aproximar e reafirmar os laços afetivos e religiosos entre alunos e ex-alunos sacramentinos. O evento conta com momentos de lazer e reflexão. Os últimos encontros foram realizados em 2009 na cidade de São Benedito do Sul, em Pernambuco; em 2008 na cidade de Garanhuns, em Pernambuco; em 2007 na cidade de Gravatá, em Pernambuco; em 2006 na cidade de Japaratinga no litoral de Alagoas.

#### Projeto Noite de Luz
Em parceria com a prefeitura municipal de Maceió e com a Universidade Federal de Alagoas, o Colégio Santíssimo Sacramento realiza esse projeto que conta com uma iluminação especial da fachada centenária do colégio e com a apresentação pública de canções natalinas por diversos corais da cidade incluindo um coral de alunos do próprio colégio que conta com mais de 150 crianças e adolescentes ao longo de quatro apresentações no decorrer dos meses de novembro e dezembro. As apresentações contam também com um presépio vivo, tudo isso no próprio colégio.

### Alunos ilustres
- Nise da Silveira, renomada médica psiquiatra brasileira, de reconhecimento internacional, aluna de Carl Gustav Jung, introdutora de sua psiquiatria no Brasil e fundadora do Museu de Imagens do Inconsciente;[10][11]
- Elisabeth Carvalho Nascimento, primeira juíza do TRE e primeira desembargadora do Tribunal de Justiça de Alagoas;[12]
- Virgínia Araújo Gonçalves Ferreira, procuradora do Ministério Público;[12]
- Heloísa Gusmão, imortal da Academia Alagoana de Letras;[12]
- Cléa Marsiglia, imortal da Academia Alagoana de Letras;[12]
- Ilza Espírito Santo Porto, jornalista, fundadora do Grupo Literário Alagoano e escritora premiada;[12]
- Selma Teixeira Britto, pianista, fundadora da Escola de Música de Alagoas;[12]
- Solange Chalita, linguista, cientista social, advogada. Criou, em 1975, junto com Carmem Lúcia Dantas, o 1º Festival de Cinema de Penedo (AL). Doutora em Literatura Brasileira, dá contribuições semanais no jornal Gazeta de Alagoas[12]
- Maria Betânia de Melo Ávila, cientista social, pesquisadora, militante feminista;[12]
- Maria Emília Vieira de Vasconcelos, educadora de ballet;[12]
- Leila Maria Pedrosa de Lima, premiada arquiteta e urbanista;[12]
- Wandette Gomes de Castro, educadora e professora itinerante de deficientes visuais. Atualmente, é nome de um Centro de Educação Especial no bairro do Poço, em Maceió;[12]
- Waneska Pimentel da Cunha Pinto, atriz e produtora teatral. Atualmente, presidente do Grupo de Teatro Joana Gajuru;[12]
- Rosane Collor, primeira-dama do Brasil durante a presidência de seu ex-marido, Fernando Collor de Mello;[carece de fontes?]
- Fernando Ressurreição, importante médico nefrologista em Alagoas.[carece de fontes?]

### Professores ilustres
- Dr. Mário Marroquim, foi advogado, jornalista e membro do Instituto Histórico e Geográfico de Alagoas. Ocupou a 11ª cadeira da Academia Alagoana de Letras;[13]
- Heliônia Ceres, escritora, contista, cronista, teatróloga, intérprete, educadora. Fez parte do Instituto Histórico e Geografico de Alagoas, Academia Alagoana de Letras, Academia Brasileira de Letras (sócia-correspondente). Recebeu prêmios e comendas nacionais e internacionais;[12]
- Maria das Vitória Pontes de Miranda, médica, educadora e primeira mulher admitida na Academia Alagoana de Medicina ;[12]
- Maria Íris de Lima Lopes, estudou com Villa-Lobos que a chamava de 'rouxinol das Alagoas'. (Música e Canto Orfeônico)[12]

## Galeria de imagens

Alunos da Educação especial apresentando peça teatral no auditório (2009).Alunos da Educação especial apresentando peça teatral no auditório (2009).